# Midian (lieu de la Bible)
Pour les articles homonymes, voir Midian.
Midian est une région ancienne de l’Arabie, au nord-est de la mer Rouge et sur les bords du golfe le plus oriental de cette mer. Elle est le territoire des descendants de Madian.
Les géographes gréco-romains et arabes connaissent une ville du nom de Midama/Madyan à l'est du golfe d'Aqaba, qui est à identifier avec al-Badʿ dans le Wadi ʿAfal,. Le pays de Madiân pourrait donc être la région entourant cette ville et traversée par deux routes commerciales importantes.